# اسوره کلزبرگ
اسوره کلزبرگ (به انگلیسی: Sverre Kjelsberg) (زاده ۱۸ اکتبر ۱۹۴۶-درگذشت ۱۸ ژوئن ۲۰۱۶) خواننده نروژی بود.
او نماینده نروژ در یوروویژن ۱۹۸۰ بود.